# Smittina spathulifera
Smittina spathulifera är en mossdjursart som först beskrevs av Walter Douglas Hincks 1884.  Smittina spathulifera ingår i släktet Smittina och familjen Smittinidae. Inga underarter finns listade i Catalogue of Life.